# Sefid-Rud-Talsperre
Die Sefid-Rud-Talsperre bekannt auch als Schahbanu-Farah-Staudamm (persisch سد شهبانو فرح) oder Mandschil-Staudamm (persisch سد منجیل ;سد سفیدرود) ist eine große Talsperre am Zusammenfluss der Flüsse Schahrud und Qezel Uzan.
Die 1956 begonnene und 1962 von einem französischen Konsortium vollendete Talsperre befindet sich am Eingang der Schlucht des Sefid Rud durch das Elburs-Gebirge. Sie ist 105 Meter hoch und 425 Meter lang und staut maximal 1,67 Mrd. Kubikmeter Wasser.
Mit der Talsperre wurde die Wasserversorgung in der Ebene von Gilan reguliert, was zu einer Erweiterung der landwirtschaftlichen Anbaufläche um zunächst 60.000 (heute 188.000) Hektar führte. Im Winter führt der Sefi Rud große Mengen Wasser, während im Sommer Niedrigwasser herrscht. Bis zum Bau der Talsperre floss das Wasser im Winter ungenutzt ab, während im Sommer das Wasser zur Bewässerung der Felder in Gilan fehlte. Durch die Flussregulierung konnte die Reisanbaufläche um die Hälfte vergrößert werden.
Am Fuß der Talsperre befindet sich ein Wasserkraftwerk. Die ursprüngliche Kapazität von 35 MW wurde auf 87 MW erweitert.
Die Baukosten der Talsperre betrugen einschließlich der Anschlusskanäle 7.700 Mio. Rls (200 Mio. Euro).